# Горемыкины
Горемыкины — древний русский дворянский род.
Род внесён в III и VI части родословных книг, а также во II части дворянских родословных книг Новгородской и Казанской губерний. Горемыкины владели одной из самых больших ферм в [[Харабали]], [[Астрахань]]. Но к началу революции владелец фермы был расстрелян, а те, кто жил там были либо также расстреляны либо укрыты в простом свинарнике. Род перестал иметь большое значение после окончания революции не смотря на поддержку.

## История рода
Наиболее раннее известие о Горемыкиных: в 1591—1594 годах Степан Иванович владел поместьем в древнем Рязанском уезде; казачий атаман Дидей Горемыкин упоминается в Вязьме в 1617 году.
Родоначальником дворянского рода считается Никита Афанасьевич Горемыкин, который владел поместьями в Бежецкой пятине в 1652 году; его потомство было внесено в родословную книгу Новгородской губернии, где в писцовых книгах записаны шесть представителей рода. Одна отрасль имела происхождение от Матвея Калиновича (1753—1832), другая — от Ивана Дмитриевича (1773—1856).
Одна из ветвей владела поместьями в Белозёрском уезде.

### Известные представители
Новгородская губерния
- Иван Дмитриевич (1773—1856)
  - Дмитрий Иванович (1804—1868)
    - Александр Дмитриевич (1832—1904) — член Государственного совета, Иркутский военный генерал-губернатор, Подольской губернатор.

  - Логгин Иванович(1809—1864)
    - Иван Логгинович (1839—1917) — русский государственный деятель, товарищ министра юстиции, министр внутренних дел, председатель Совета министров Российской империи, действительный тайный советник 1-го класса.
      - Михаил Иванович (1879—1927), камергер

  - Фёдор Иванович (1811—1850), гвардии полковник, флигель-адъютант; профессор тактики в Военной академии[5]

Казанская губерния
- Василий Степанович (ок. 1682—1772), был похоронен при Прокопьевско-Бельской церкви в Боровичском уезде Новгородской губернии[5]; его потомки обосновались в Казанской губернии
  - Фёдор Васильевич (ок. 1740 —?), владелец сельца Семь Ключей Тетюшского уезда Казанского наместничества
    - Григорий Фёдорович (1781—?), выпускник Морского кадетского корпуса, капитан-лейтенант
      - Иван Григорьевич (1807—?), выпускник Казанского университета, статский советник
        - Игнатий Иванович (1844—?), выпускник Казанского университета, член Казанского окружного суда, действительный статский советник

      - Виссарион Григорьевич (1810—?)

    - Василий Фёдорович

## Описание герба
В лазоревом щите серебряный меч с золотой рукояткой, обращённый остриём вниз, сопровождаемый по бокам: справа — золотой олений рог с пятью отростками, слева — золотой охотничий рожок.
Щит увенчан дворянским коронованным шлемом. Нашлемник: три страусовых пера: среднее — лазоревое, правое — серебряное, левое — золотое. Намёт: лазоревый, подложен справа серебром, а слева золотом. Герб Горемыкиных внесён в Часть 15 Общего гербовника дворянских родов Всероссийской империи, стр. 43.